# Miltogramma rueppellii
Miltogramma rueppellii är en tvåvingeart som först beskrevs av Christian Rudolph Wilhelm Wiedemann 1830.  Miltogramma rueppellii ingår i släktet Miltogramma och familjen köttflugor.
Artens utbredningsområde är Egypten. Inga underarter finns listade i Catalogue of Life.